# الديدب
هجرة الديدب تقع في منطقة الحدود الشمالية في المملكة العربية السعودية تقع هذه الهجرة على الطريق الذي يربط عرعر بالعويقيلة، وتبعد عن مدينة عرعر مسافة 30 كيلو متر إلى جهة الشرق، وعدد سكان هذه الهجرة (200 نسمة)
وتوجد فيها مدرسة ابتدائية للبنين اسمها مدرسة هجرة الديدب للبنين اسست عام 1402؛ وأيضا مدرسة ابتدائية للبنات اسست عام 1398 وسوف يتم حاليا بناء مدرسة متوسطة للبنات تستوعب ما يقارب 250 طالبة بما يخدم سكان مخطط الديدب.
ويتميز موقع مخطط الديدب بمساحة جغرافية كبيرة ويعتبر المخطط جزء من مدينة عرعر ويقع على الخط الدولي الذي يربط مدن منطقة الحدود الشمالية ببعضها كما يتميز مخطط الديدب بعدد من المزايا حيث توجد به جميع الخدمات المتوفرة من محطة بنزين ومطعمين للوجبات الشعبية وبقالات ومقهى ومحطة لوزن الشاحنات ومركز أمن الطرق ووحدة صحية وتوجد به كافة الخدمات الحكومية من كهرباء وسفلتة وشبكة مياه وانارة الشوارع ويتميز مخطط الديدب بقربه من المدينة الجامعية لجامعة الحدود الشمالية وايضا بالقرب من مطار عرعر الإقليمي.
بيئي / نفذت أمانة منطقة الحدود الشمالية ممثلة ببلدية أم خنصر مشروع "حديقة ومضمار هجرة الديدب" لتعزيز جودة الحياة.